# روبرت سميث (قسيس)
روبرت سميث (بالإنجليزية: Robert Smith)‏ هو قسيس أمريكي، ولد في 1732، وتوفي في 1801.